# Бер, Эдуар
Эдуа́р Бер (фр. Édouard Baer, по-русски иногда пишется как Эдуард Баэр; 1 декабря 1966, Париж, Франция) — французский актёр, сценарист, режиссёр и продюсер.

## Биография
Эдуар Бер родился в Париже 1 декабря 1966 в семье эльзасских евреев. В возрасте 18-ти лет он поступил в знаменитую частную школу актёрского мастерства Курсы Флоран, где познакомился с Изабель Нанти, которая и стала его педагогом. В 1992-1997 годах вместе с Ариэлем Визманом Баер вёл культовую передачу на Radio Nova «Большой клубок» (La grosse boule). Через некоторое время Бер пробует себя на Canal+, где проявился его вкус до абсурда и импровизации.
Как киноактёр Эдуар Бер дебютировал в фильме Фредерика Жардена «Благородный порыв» (1994). Сыграв любовника героини Сандрин Киберлэн в фильме «Ничего о Робере» (1999), Бер достиг зрелости как актёр в 2001 году в фильмах «Похищение для Бетти Фишер» Клода Миллера и в комедии «Бог большой, я маленькая» с участием Одри Тоту.
В 2001 году Эдуар Бер сыграл роль Отиса в масштабном проекте Алена Шаба «Астерикс и Обеликс: Миссия Клеопатра», а в 2012 году появился в четвёртом фильме «Астерикс и Обеликс в Британии», но уже в роли Астерикса.
В 2000 Эдуар Бер дебютировал как режиссёр с фильмом «Бостелла» к которому написал сценарий и исполнил одну из ролей. Свою вторую картину «На фига» Бер поставил только через пять лет, пригласив на главную роль Жана Рошфора.
В 2002 году актёр получил престижную театральную премию Мольера (La cérémonie des Molières) за роль в пьесе «Клуб носителей галстуков» (Cravate Club), а впоследствии вместе с Шарлем Берленом сыграл её в адаптированной экранной версии.
Эдуар Бер, имея прекрасный голос, участвовал в переозвучивании ряда фильмов, и озвучивал одну из ролей во французской версии анимационного фильма 2005 года «Роботы».
В 2001, 2002 и 2015 годах Бер был ведущим церемонии французской национальной кинопремии «Сезар» и ведущим Каннского кинофестиваля в 2008 и 2009 годах.

## Фильмография
- Как быть хорошей женой (2020) — Андре Грюнвальд
- Мадемуазель де Жонкьер (2018) — маркиз де Арсис
- Ночь в Париже (2016)
- Les Invincibles (2013) ― Стефан Дарси
- Астерикс и Обеликс в Британии (2012) — Астерикс
- Цыплёнок с черносливом (2011) — Азраэль
- Une exécution ordinaire (2010)
- Les Barons (2009)
- Un monde à nous (2008)
- Мы — легенды (2008) — Падре в церкви
- Passe-passe (2008)
- Crosse (2007)
- Девушка, разрезанная надвое (2007)
- J'ai toujours rêvé d'être un gangster (2007)
- Мольер (2007) — Дорант
- Je pense à vous (2006)
- Les brigades du Tigre (2006)
- Сколько ты стоишь? (2005) — Эдуард
- Akoibon (2005)
- Два нуля (2004) — Мале
- Ложь, измена и тому подобное… (2004)
- Любовь зла (2003)
- Астерикс и Обеликс: Миссия «Клеопатра» (2002) — Отис
- Похищение для Бетти Фишер (2001) — Алекс Басато
- Беспредельный террор (1999) — один из французов
- Квартира (1996) — театральный актер